# Руско-турски рат (1768—1774)
Руско-турски рат (1768—1774) је припреман дуго и темељно. Циљ Русије био је да изађе на топло море, у овом случају Црно море. Зато је руска тајна дипломатија кренула у озбиљне припреме и у том циљу је успела да у Европи подбуни Грке, Румуне и Црногорце. Расплинути на више фронтова Турци су из њега изашли поражени.
Последица рата било је велико слабљење Османског царства. Русија је обезбедила излаз на Црно море, као и право да се меша у унутрашњу политику Турске у питањима заштите хришћанских народа.
Између првог и другог руско-турског рата за време царице Катарине прилике су се развијале у главним линијама на следећи начин: Русија је припремала освојење Крима и крајева око Кубана што је било год. 1783 спроведено и формално у дело. Јужно-руски крајеви на северу од Црног мора и Крим саставили су нову покрајину звану »Новоросија«

## Узроци рата
Избијање рата је била последица затегнуте ситуације у Пољској где су се племићи побунили против власти краља Станислава II, некадашњег љубавника и марионете царице Катарине. Ови племићи су напали трупе које је Катарина послала у помоћ краљу, а затим се повукли у суседне земље. Једна група руских козака је 1768. упала у град Балта у потери за пољским устаницима. Кримски Татари су због тога пожалили султану Мустафи III у Цариграду. Тако је султан 25. септембра 1768. прогласио рат Русији и успоставио савез са пољским устаницима. Русија је добила подршку Уједињеног Краљевства која је омогућила несметан приступ руских бродова Средоземљу.

## Ток рата
Иако је Османско царство објавило рат, Турци нису узели иницијативу у рату, јер им је током целог рата недостајала права стратегија. То је дозволило генералу Суворову да угуши побуну у Пољској и 1768. заузме Краков. 
Јануара 1769. турско-татарска војска од 70.000 војника предвођена кримским каном Киријем Гирејем пробила је дубоко у фронт, на земљу централне Украјине. Значајан број људи био је поробљен од стране кримских Татара, Турака и Ногаја. Њихов напад је успешно одбио гарнизон тврђаве Свете Јелисавете. 
За то време Руска балтичка флота је фебруара 1770. стигла до Мореје (у Грчкој), где су помоћу шпијуна иницирали неуспели народни устанак. Ипак, Турци су морали да војску из Украјине пошаљу у Грчку, што се закомпликовало после уништења турске флоте у поморској бици код Чешме која је трајала од 5. до 7. јула.
Истог дана када је адмирал Орлов поразио Турке на Егејском мору, фелдмаршал Пјотр Румјанцев је у Украјини поразио Турке и њихове савезнике у бици на реци Ларга. Две недеље касније Руси су однели још већу победу у бици код Кагула. Изненадни напад на полуострво Крим принудио је татарског кана да пошаље свога сина у Петроград да преговара о миру. Тиме је кримска татарска држава окренула леђа сарадњи са Османским царством.
Суворов је 1773. завршио кампању у Пољској и прешао да се бори у Украјини. Ту је ређао победу за победом и стекао репутацију непобедивог генерала. Османско царство је 1774. затражило да преговара о миру. Након чега су трупе Руске империје успеле да преузму контролу над обалом Црног и Азовског мора, а у великој мери и Кримом, захваљујући томе су нестала бројна тржишта робља.

## Кучуккаинарџијски мир
Рат је окончан Кучуккаинарџијским миром из јула 1774. године. Русија је добила одређене територије у Украјини и на Кавказу. Кримски Татари су добили независност од Турске и тиме фактички потпали под руску интересну сферу. Русија је такође као најважнију последицу ове победе добила право на неометано коришћење Босфора и Дарданела као и право да се меша у унутрашњу политику Турске у питањима заштите хришћанских народа.

## Последице
Овај рат је можда и пресудно утицао на потоње урушавање турског царства и на серију устанака нетурских народа, који су се у наредних век и по један по један завршили ослобођењем и независношћу од централистичке турске власти.
Успех који је у овом рату имала царица Катарина Велика може делом да захвали устанку у Северној Америци због којег је велика савезница Турске и заштитница турских интереса — Велика Британија, привремено више била окренута себи и сопственим проблемима, него Босфору.
У исто време, у Црној Гори је нимало случајно на власти лице у историји познато као Шћепан Мали, заслужено или не проглашен за самозваног цара.
Србија је обезнарођена и поучена последњим репресалијама и егзодусима крајем 17. и средином 18. века захваљујући опортунизму православног монаштва које је требало да преузме организацију устанка у Србији, успела да остане по страни од овог рата и да тиме купи време до следеће прилике, тј. до почетка 19. века када је свој национални пројекат успела да изведе до краја.